# Meridià 128 a l'oest
El meridià 128 a l'oest de Greenwich és una línia de longitud que s'estén des del pol Nord travessant l'oceà Àrtic, Amèrica del Nord, el Golf de Mèxic, l'oceà Pacífic, l'oceà Antàrtic, i l'Antàrtida fins al pol Sud.
El meridià 128 a l'oest forma un cercle màxim amb el meridià 52 a l'est. Com tots els altres meridians, la seva longitud correspon a una semicircumferència terrestre, uns 20.003,932 km. Al nivell de l'Equador, és a una distància del meridià de Greenwich de 14.249 km.

## De Pol a Pol
Començant en el pol Nord i dirigint-se cap al pol Sud, aquest meridià travessa:
| Coordenades                               | País, territori o mar | Notes |
| ----------------------------------------- | --------------------- | --- |
| 90° 0′ N, 128° 0′ O / 90.000°N,128.000°O  | Oceà Àrtic            | |
| 75° 34′ N, 128° 0′ O / 75.567°N,128.000°O | Mar de Beaufort       | Passa a l'est de les illes Baillie, Territoris del Nord-oest, Canadà (a 70° 35′ N, 128° 5′ O / 70.583°N,128.083°O)                                                                                           |
| 70° 34′ N, 128° 0′ O / 70.567°N,128.000°O | Canadà                | Territoris del Nord-oest Yukon — des de 61° 42′ N, 128° 0′ O / 61.700°N,128.000°O Colúmbia Britànica — des de 60° 0′ N, 128° 0′ O / 60.000°N,128.000°O, continent, illa Cunningham, illa Denny i illa Hunter |
| 51° 54′ N, 128° 0′ O / 51.900°N,128.000°O | Fitz Hugh Sound       | |
| 51° 44′ N, 128° 0′ O / 51.733°N,128.000°O | Canadà                | Colúmbia Britànica — Illa Hecate i illa Calvert |
| 51° 28′ N, 128° 0′ O / 51.467°N,128.000°O | Oceà Pacífic          | Queen Charlotte Sound |
| 50° 51′ N, 128° 0′ O / 50.850°N,128.000°O | Canadà                | Colúmbia Britànica — illa de Vancouver |
| 50° 28′ N, 128° 0′ O / 50.467°N,128.000°O | Oceà Pacífic          | Passa a l'est de l'illa Henderson, Illes Pitcairn (a 24° 24′ S, 128° 17′ O / 24.400°S,128.283°O) |
| 60° 0′ S, 128° 0′ O / 60.000°S,128.000°O  | Oceà Antàrtic         | |
| 74° 12′ S, 128° 0′ O / 74.200°S,128.000°O | Antàrtida             | Territori no reclamat |